# Vitreorana uranoscopa
Espèce
Synonymes
- Hyla uranoscopa Müller, 1924
- Hyalinobatrachium uranoscopum (Müller, 1924)
- Cochranella albotunica Taylor & Cochran, 1953
- Cochranella dubia Taylor & Cochran, 1953
- Cochranella lutzorum Taylor & Cochran, 1953
- Cochranella vanzolinii Taylor & Cochran, 1953

Statut de conservation UICN

 LC  : Préoccupation mineure
Vitreorana uranoscopa est une espèce d'amphibiens de la famille des Centrolenidae.

## Répartition
Cette espèce se rencontre :
- au Brésil dans les États du Minas Gerais, d'Espírito Santo, de Rio de Janeiro, de São Paulo, du Paraná, de Santa Catarina et du Rio Grande do Sul ;
- en Argentine dans la province de Misiones.

Sa présence est incertaine au Paraguay.

## Description

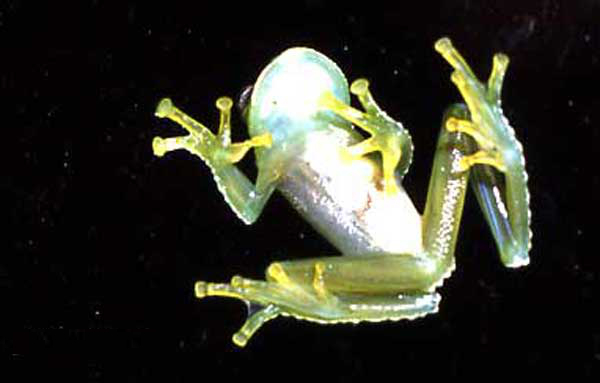
Rhinella uranoscopa, face ventrale.

Vitreorana eurygnatha mesure de 19,5 à 25,8 mm.

## Publication originale
- Müller, 1924 : Neue laubfrösche aus dem Staate Santa Catharina, S. O. Brasilien. Zoologischer Anzeiger, vol. 59, p. 233-238.